# Reichenbach (Baviera)
Reichenbach é um município da Alemanha, localizado no distrito de Cham, no estado de Baviera.